# Stazione di Soga
La stazione di Soga (蘇我駅?, Soga-eki) è una stazione ferroviaria di interscambio situata nel quartiere di Chūō-ku, a Chiba, città della prefettura omonima, in Giappone. La stazione è servita dalle linee Keiyō, di cui è capolinea, Uchibō e Sotobō della JR East. Presso la stazione si origina anche la ferrovia merci Keiyō Rinkai a gestione privata, che si sviluppa nell'area del grande porto di Chiba.

## Linee
East Japan Railway Company
■ Linea Keiyō
■ Linea Uchibō
■ Linea Sotobō
Ferrovia portuale Keiyō Rinkai
■ Ferrovia merci Keiyō Rinkai

## Struttura
La stazione è dotata di tre marciapiedi a isola con sei binari passanti in superficie.
| 1-2 | ■ Linea Uchibō ■ Linea Sotobō | per Chiba e Tokyo                                         |
| 3-4 | ■ Linea Keiyō                 | per Minami-Funabashi, Maihama, Shin-Kiba e Tokyo          |
| 5   | ■ Linea Uchibō                | per Goi, Sodegaura, Kisarazu, Tateyama e Awa-Kamogawa     |
| 6   | ■ Linea Sotobō                | per Ōami, Mobara, Kazusa-Ichinomiya, Ōhara e Awa-Kamogawa |

## Stazioni adiacenti
| «                           | Servizio         | »                                 |
| Linea Keiyō                 | Linea Keiyō      | Linea Keiyō                       |
| --------------------------- | ---------------- | --------------------------------- |
| Chiba-Minato                | Locale Rapido    | Kamatori (Sotobō) Hamano (Uchibō) |
| Shin-Kiba                   | Rapido pendolari | Kamatori (Sotobō) Hamano (Uchibō) |
| Linea Uchibō                |                  |                                   |
| Hon-Chiba                   | Locale Rapido    | Hamano                            |
| Linea Sotobō                |                  |                                   |
| Hon-Chiba                   | Locale Rapido    | Kamatori                          |
| Ferrovia merci Keiyō Rinkai |                  |                                   |
| Capolinea                   | -                | Chiba Scalo                       |